# ۱۰۲۹ (خورشیدی)
۱۰۲۹ هزار و بیست و نهمین سال هجری خورشیدی است.